# Union Carbide
Union Carbide è una multinazionale chimica statunitense, produttrice di fitofarmaci e agrofarmaci, oggi di proprietà della Dow Chemical.

## Storia
La Union Carbide industrializzò nel 1937 il processo di "ossidazione parziale diretta" per la produzione di ossido di etilene, che era stato messo a punto sei anni prima (nel 1931) dal chimico francese Théodore Lefort.
I suoi impianti produttivi dislocati in India sono stati protagonisti del disastro di Bhopal del 3 dicembre 1984, uno dei più gravi incidenti chimici della storia. Il disastro fu causato dalla fuga di 40 tonnellate di isocianato di metile (MIC), prodotti dalla filiale locale dell'azienda. Le stime variano e, se quelle ufficiali, aggiornate nel 1991, parlano di circa 3.800 morti e 11.000 disabili, le non ufficiali arrivano a quantificare circa 20.000 vittime e 120.000 casi di malattie croniche,  accanto ai 150.000-600.000 (sempre stime non ufficiali) avvelenati nell'immediato e durante i periodi successivi. Gli effetti a lungo termine sulla popolazione, in termini di malattie croniche, probabilmente non potranno essere mai valutati appieno.